# Мінхаунг I
Мінхаунг I (*бірм. ပထမ မင်းခေါင်း; 13 вересня 1373 — 1 лютого 1422) — 4-й володар царства Ава у 1400—1422 роках.

## Життєпис

### Молоді роки
Належав до Паганської династії. Син Свасоке, правителя Ави, й Со Бези. Народився 1373 року в невеликому селі Газун-Н'єінт. Отримав ім'я Мін Све. Ріс у Аві до 8 років. Його життя в палаці не було благополучним. Його старший зведений брат Ман Начє постійно знущався над Све та його рідним братом Тхейддатом. У 1381/1382 році батько відправив братів до невеликого монастиря поблизу Пінле для навчання у тхінгаязи (голови буддійської сангхи). Подорожував також регіоном, включаючи Таундвінґі, Мінбу, Нгапе та Падейн
1385 року призначається намісником П'їнзі (невеликого містечка приблизно в 85 км на південний захід від Ави). Того ж року номінально очолив одну з армій, що нараховувало 6000 піхоти, 500 кіннотників, 20 слонів, задля захоплення Гантаваді. Фактично керував відомий полководець Тейнкхату Со Гнаунг. Іншою армією командував Ман Начє. Біля Панчаві Све отримав наказ утримувати свою позицію і не вступати в бій з Разадарітом, правителем Гандаваті, доки армія Ман Начє не підійде. Але Све проігнорував наказ і поради своїх досвідчених командирів і наказав своїм військам вступити в бій. Армія Разадаріта відбила передчасну атаку Све, що дозволило супротивнику прорватися до Пеґу.
Тому у 1386 році під час нової військової кампанії проти Гантаваді батько залишив його намісником столиці. У 1387—1388 роках брав участь у війні проти шанських князівств. 1389 року оженився на Шін Мі-Наук, дочці шанського вождя Могньїна. В третій кампанії — 1390—1391 років — командував невеличким підрозділом під орудою Манн Начє.
У квітні 1400 року Свасоке помер, і Ман Начє як Тараб'я зійшов на трон. У листопаді Тхіхапате, намісник Тагаунга вбив Тараб'ю та спробував захопити трон, але зазнав поразки й загинув. Тоді владу перебрав Све. Невдовзі його брат Тхейддат переміг Маха П'яука, намісника Яметхіна, який висловлював намір боротися за трон. 25 листопада відбулася інтронізація Све, що прийняв ім'я Мінхаунг I («Найвищий володар» або «Верховний володар»).

### Панування

#### Перша війна з Гантаваді
Спочатку залишив Мін Язу головним міністром і призначив сина останнього — Паука Хла, намісника Яметхіна, а зятя Язи — Тадо Тейнкхату, намісником Бадона і Табаїну, свого брата Тхейддата — намісником Сікайна з титулом «тхірі зеятхура», але не оголосив його своїм спадкоємцем.
У листопаді 1401 року 1300 човнів річкового флотута 5-7 тис. вояків, коней і слонів держави Гантаваді річкою Іраваді рушило до Ави, а інше 3-тисячне вороже військо намагалося захопити важливе місто П'ї, васальної держави Ави. Ворог швидко захопив землі уздовж Іраваді до важливого міста Тагаунг на півночі, а також місто Сікайн. Трималися лише міста Ава, М'єде, Сагу, Салін, Пакхан Нге, Салай, Паган, Талок, Пакхан Г'ї. Мінхаунг I отаборився в своїй столиці, що розташовувалася східніше за Іраваді. Разадаріт взяв його в облогу. З початком сезону дощів у липні 1402 року останній почав відступив. Тепер васали Мінхаунга I згуртувалися навколо нього. Йому вдалося зібрати значні сили, які він відправив після сезону дощів, щоб допомогти П'ї, де 26 грудня інша армія Гантаваді зазнала поразки в битві при Навіні. У травні 1403 року в пагоді Швесандо (м. П'ї) було укладено мирну угоду, за якою Разадаріт відмовлявся від підкорення П'ї і Гу-Хтута, кордон між державами встановлювався на південь від П'ї. Разадаріт також погодився розділити митний дохід порту Бассейн і постачати 30 слонів на рік. Для зміцнення угоди відбувся шлюб Разадаріта з Тхупабадеві, сестрою Мінхаунга I.

#### Війна з шанами і Араканом
Розпочав військові кампанії проти шанських князівств, намагаючись попередити давню загрозу та розширити володіннян на північ. У 1404/1405 році підкорив князівство Онбаунг, у 1405/1406 роках — Ньяунгшве 1406 року — Могньїна (скористався війною того проти іншого шанського князівства Калай). 25 серпня 1406 року мінський імператор Чжу Ді відправив посольство до Мінхаунга I з вимогою припинити наступ на шанські князівства, які той розглядав як своїх васалів. Того ж року війська Ави захопили араканську державу Лаунггьєт поваливши Мінсомона, поставивши на трон зятя Мінхаунг I — Анорату.
У 1407 році його брат Тхейддата повстав, але зазнав невдачі, тому втік до Пеґу. За цим Разадаріт припинив надсилання щорічної партії слонів і частини митних доходів Бассейну. 1408 року підбурив шанське князівство Сенві на повстання проти імперії Мін. Невдовзі сам правитель Ави рушив на північ.

#### Нові війни проти Гантаваді
У березні війська Гантаваді швидко здолали Анорату, правителя Лаунггьєт, поставивши в квітні на трон Мінсомона. У травні Мінхаунг I на чолі 2 армій (26 000 вояків, 2200 коней, 100 слонів) атакував Гантаваді. Сезон дощів, що тоді почався, завадив просуванню ворогові, що швидко втратив харчі та боєздатність. Разадаріт тричі відправляв вбивць у табір Мінхаунга I, але марно. Проте війську Гантаваді вдалося завдати тяжкої поразки армії Ави, яка безладно відступила. Але спроба Разадаріта 22 листопада захопити П'ї завершилася невдачею.
1410 року призначив сина Міньє Чавсву командувачем військами і спадкоємцем трону. Останній наприкінці 1410 року вторгся в дельту Іраваді річкою і суходолом з армією у 7000 піхоти, 600 кінноти і 40 слонів та флотом. Не вдалося лише захопити порти Мяунгм'я та Бассейн. 1411 року Міньє Чавсва зайняв Лаунггьєт. Тут його атакував Разадаріт. В цей час на північ Ави напало шанське князівство Сенві. У 1412 році війська Ави практично залишили державу Лаунггьєт. Міньє Чавсву невдовзі здобув перемогу над армією Сенві в битві при Ветвіні. Влітку в битві біля місто Сенві вдалося завдати поразки 22-тисячній мінській армії. У листопаді 1412 року війська Гантаваді знову атакували П'ї. Але під час облоги східні кордони держави атакували війська Аюттхаї. Цим скористалися війська Ави, що після запеклих боїв у квітні 1413 року захопили міста Дала і Дагон у східній дельти Іраваді. Але у битві біля Гмавбі Мінхаунг I зазнав поразки.

#### Чергова війна з шанами
Підчас військової кампанії проти Гантаваді у 1413 році війська князівства Тсенві за наказом мінського двору атакували північ держави Ава, де захопили та сплюндрували 20 міст й містечок, а важливе місто М'єду захопило інше шанське князівство Муанг Мо. Проте до кінця року Міньє Чавсва відвоював М'єду. Напочатку 1414 року змусив усіх шанів підкоритися та виплатити данину.

#### Відновлення війни з Гантаваді
У жовтні 1414 року для чергового наступу на Разадаріта надав Міньє Чавсві військо у 8 тис. піхоти, 200 кінноти і 80 слонів, а також флот в понад 1800 кораблів усіх розмірів з 13 тис. вояками. Той поступово просунувся до ворожої столиці. Водночас Мінхаунг I відбив напад мінської армії і шанів на північ. 2 березня 1415 року поблизу міста Дала Міньє Чавсва зазнав поразки і загинув. Правитель Ави рушив на Пеґу, де уклав перемир'я.

#### Останні роки
Призначив іншого сина Тхіхатху, намісника П'ї, своїм спадкоємцем (ейншейміном). Останній у 1416 році відбив напад Гантаваді на місто Таунгу. У 1417 році перейшов у наступ, зайнявши місто Дагон. Втім не зміг захопити ворожу столицю —Пеґу, тому у 1418 році відступив. З цього часу бойові дії припинилися. Водночас війська Ави залишили північну частину держави Лаунггьєт. Помер у лютому 1422 року. Йому спадкував Тхіхатху.